# Нечкинка
Нечкинка (Нечинка) — река в России, протекает в Удмуртии. Устье реки находится в 293 км по правому берегу реки Кама. Длина реки составляет 34 км.

## Данные водного реестра
По данным государственного водного реестра России относится к Камскому бассейновому округу, водохозяйственный участок реки — бассейны притоков Камы до впадения Белой. Речной бассейн реки — Кама.
Код объекта в государственном водном реестре — 10010101412111100015748.